# Battalus spinipes
Battalus spinipes är en spindelart som beskrevs av Karsch 1878. Battalus spinipes ingår i släktet Battalus och familjen plattbuksspindlar. Inga underarter finns listade.